# پاتریک اوبراین
پاتریک اوبراین (انگلیسی: Patrick O'Brien; زاده: ۱۸۷۵ - درگذشته: ۱۸۵۱ } بازیکن فوتبال اهل بریتانیا بود.
از باشگاه‌هایی که در آن بازی کرده‌است می‌توان به باشگاه فوتبال آرسنال و باشگاه فوتبال بریستول سیتی اشاره کرد.